# Wäschespinne

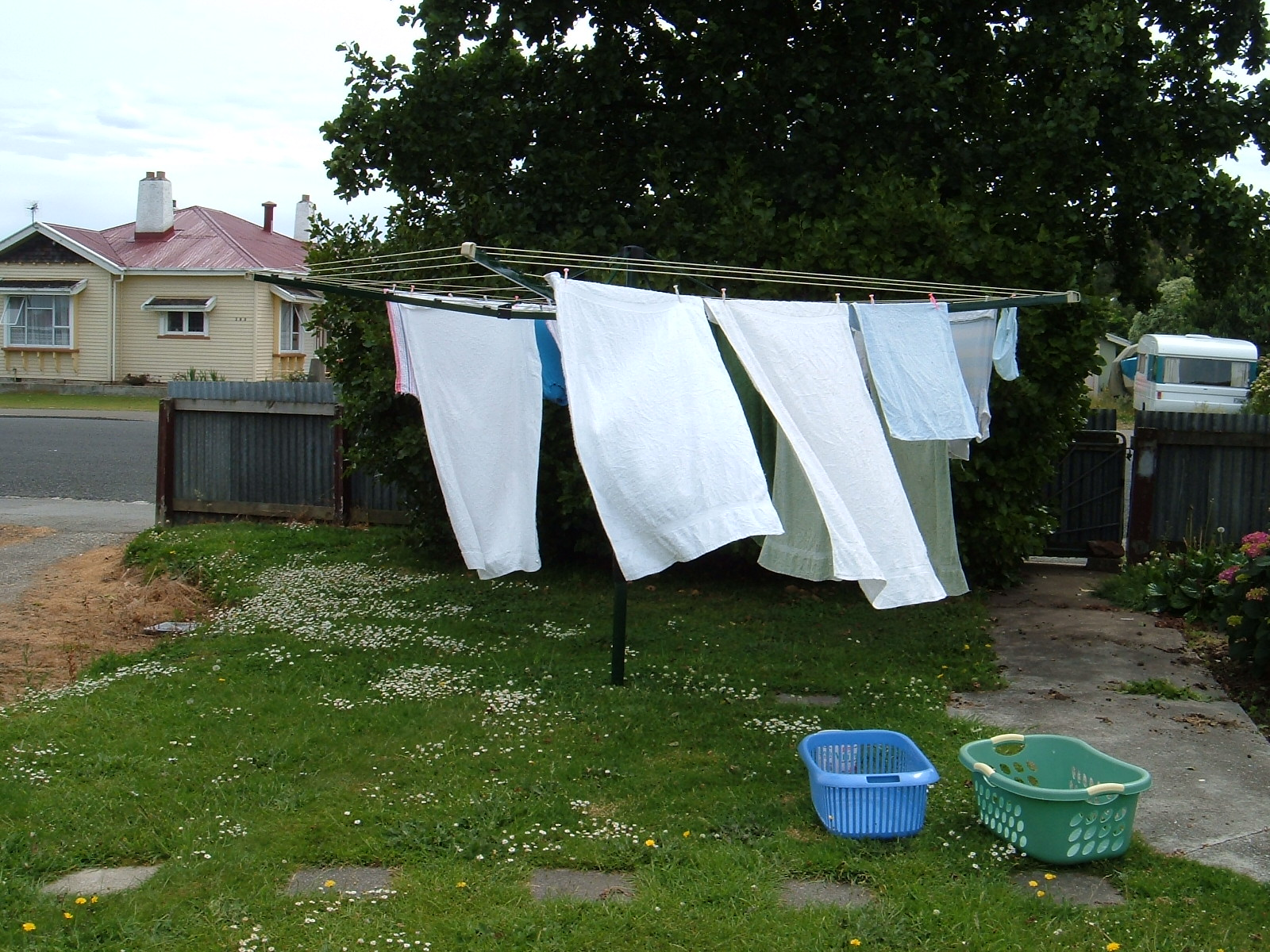
Trocknende Wäsche an einer Wäschespinne mit vier „Armen“ in Neuseeland

Eine Wäschespinne, ein Wäscheschirm oder Wäschepilz, in der Schweiz oft kurz nach dem gleichnamigen Hersteller Stewi genannt, ist ein aufklappbares Gestell zum Aufhängen feuchter Wäsche nach dem Waschen, um diese zu trocknen. 
Der Klappmechanismus erinnert entfernt an einen auf die Spitze gestellten Regenschirm. Anstelle des Tuches sind hier jedoch Leinen eingefügt, die spinnennetzartig an drei bis vier Auslegearmen befestigt sind. Wird der Schirm geöffnet, spannen sich die Wäscheleinen und man kann an diesen die Wäsche mit Wäscheklammern befestigen. Beim Zusammenklappen bleiben bei einfachen Modellen die Leinen frei hängen. Komplexere Geräte haben hohle Arme und belasten die Leinen über ein Gewicht im Schaft so, dass sie beim Zusammenklappen vollständig ins Innere der Arme gezogen werden. Im Wesentlichen dienen sie als raumsparende Lösung für die früher oft in Gärten fest verspannten Wäscheleinen, weshalb auch heute noch häufig die ehemals verbaute Trockenlänge angegeben wird. Ein weiterer Vorteil liegt in der einfachen Möglichkeit, Wäschespinnen zu transportieren, wodurch sie auch nicht mehr störend ins Auge fallen. Dafür werden die meisten Modelle einfach in ein im Boden eingelassenes Rohr gesteckt, aus dem sie leicht herausgezogen werden können.
Die Wäschespinne wurde 1923 von Frederick Fairbourn in England zum Patent angemeldet. 1947 begann der Schweizer Walter Steiner  (* 31. Mai 1921; † 14. April 2009) mit der Produktion von Wäschspinnen aus Holz und Hanfseilen. Der Winterthurer Erfinder und Unternehmer hatte rund 200 Patente angemeldet, zu denen neben einer Version der Wäschespinne auch der Wäscheständer gehörten. Für den Vertrieb seiner Produkte gründete er die Firma Stewi, deren Namen – eine Kombination von Steiner und Winterthur – der Wäschespinne in der Schweiz ihren Namen lieh. 

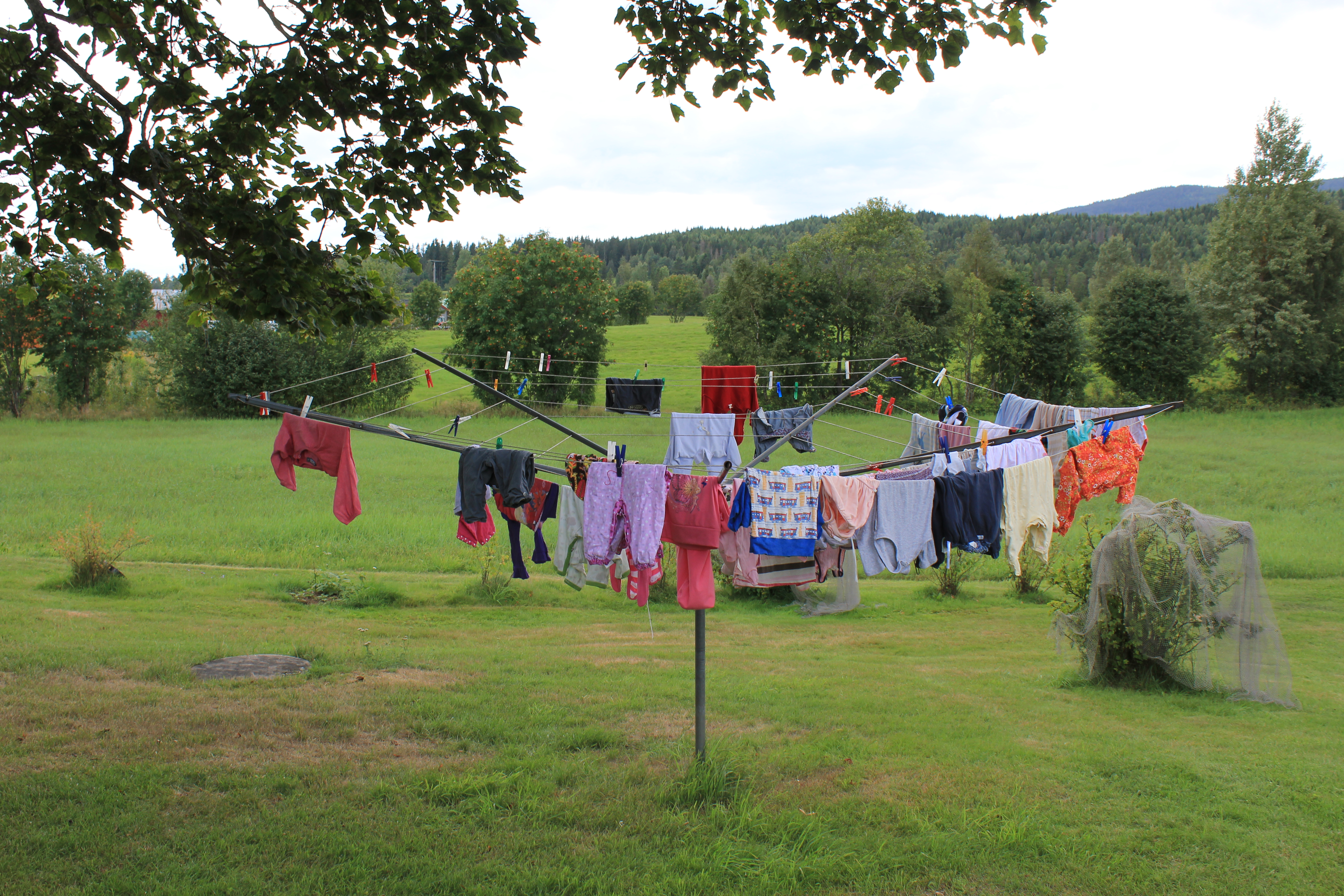
Wäschespinne mit fünf „Armen“ in Norwegen

Heutzutage werden Wäschespinnen zumeist aus Aluminium und manchmal aus Stahl von zahlreichen Herstellern weltweit produziert und vertrieben. Im deutschsprachigen Raum gibt es neben Stewi noch drei für Wäschespinnen führende Hersteller: Leifheit, Vileda und Blome.  